# Sindicats a Eslovàquia
La majoria dels sindicats d'Eslovàquia pertanyen a una de les tres confederacions sindicals, amb un domini clar de la KOZ (l'organització successora eslovaca de la Confederació Txec-Eslovaca de Sindicats CSKOS, fundada el 1990) que, però, perd afiliats. Políticament, s'inclina cap al partit eslovac Smer (Direcció - Socialdemocràcia). Tot i això, els seus sindicats confederats gaudeixen de gran autonomia.
La densitat sindical global rondava el 13% (16% segons altres xifres) l'any 2015.

## Confederacions sindicals
| Nom de la confederació sindical                                                                | Afiliats       | Pertanyent a una Confederació Sindical Internacional |
| ---------------------------------------------------------------------------------------------- | -------------- | ---------------------------------------------------- |
| Konfederácia odborových zväzov SR, KOZ SR (Confederació de Sindicats de la República Eslovaca) | aprox. 220.000 | CSI, CES                                             |
| Spoločné odbory Slovenska, SOS (Sindicats Conjunts d'Eslovàquia)                               | 25.000         |                                                      |
| Nezávislé kresťanské odbory Slovenska, NKOS (Sindicats Cristians Independents d'Eslovàquia)    | 200            |                                                      |

## Sindicats confederats i contactes internacionals
Els sindicats confederats de la KOZ SR inclouen (entre parèntesis: nombre d'afiliats, afiliació a una Federació Sindical Internacional):
- Odborový zväz KOVO, OZ KOVO (Sindicat del Metall) (aprox. 60.000, IndustriAll Europe, IndustriAll, ISP-PSI, FSESP-EPSU);
- Energeticko-Chemický odborový zväz, ECHOZ (Sindicat de l'Energia i la Química) (11.500, IndustiAll Europe, IndustriAll, FSESP-EPSU);
- Integrovaný odborový zväz (Sindicat Integrat) (10.000, IndustiAll Europe, EFBWW);
- Slovenský odborový zväz zdravotníctva a sociálnych služieb, SOZZaSS (Sindicat de Sanitat i Serveis Socials) (17.600, EUROFEDOP);
- Odborový zväz pracovníkov školstva a vedy na Slovensku, OZPŠAV (Sindicat d'Educació i Ciència) (41.700, CSEE-ETUCE);
- Slovenský Odborový zväz verejnej správy a kultúry, Sloves (Sindicat de l'Administració Pública i la Cultura) (21.600, EUROFEDOP).

## Situació legal
Després que Eslovàquia seguís inicialment una trajectòria neoliberal, amb la victòria electoral del partit Smer el 2006 i Robert Fico al govern, alguns drets dels treballadors es van restablir i la posició dels sindicats es va reforçar. Es van frenar l'ocupació precària i l'autoocupació forçosa, i, ara, els salaris dels treballadors temporals s'han d'ajustar als dels treballadors fixos al cap de tres mesos.